# Miecislau (cidade)

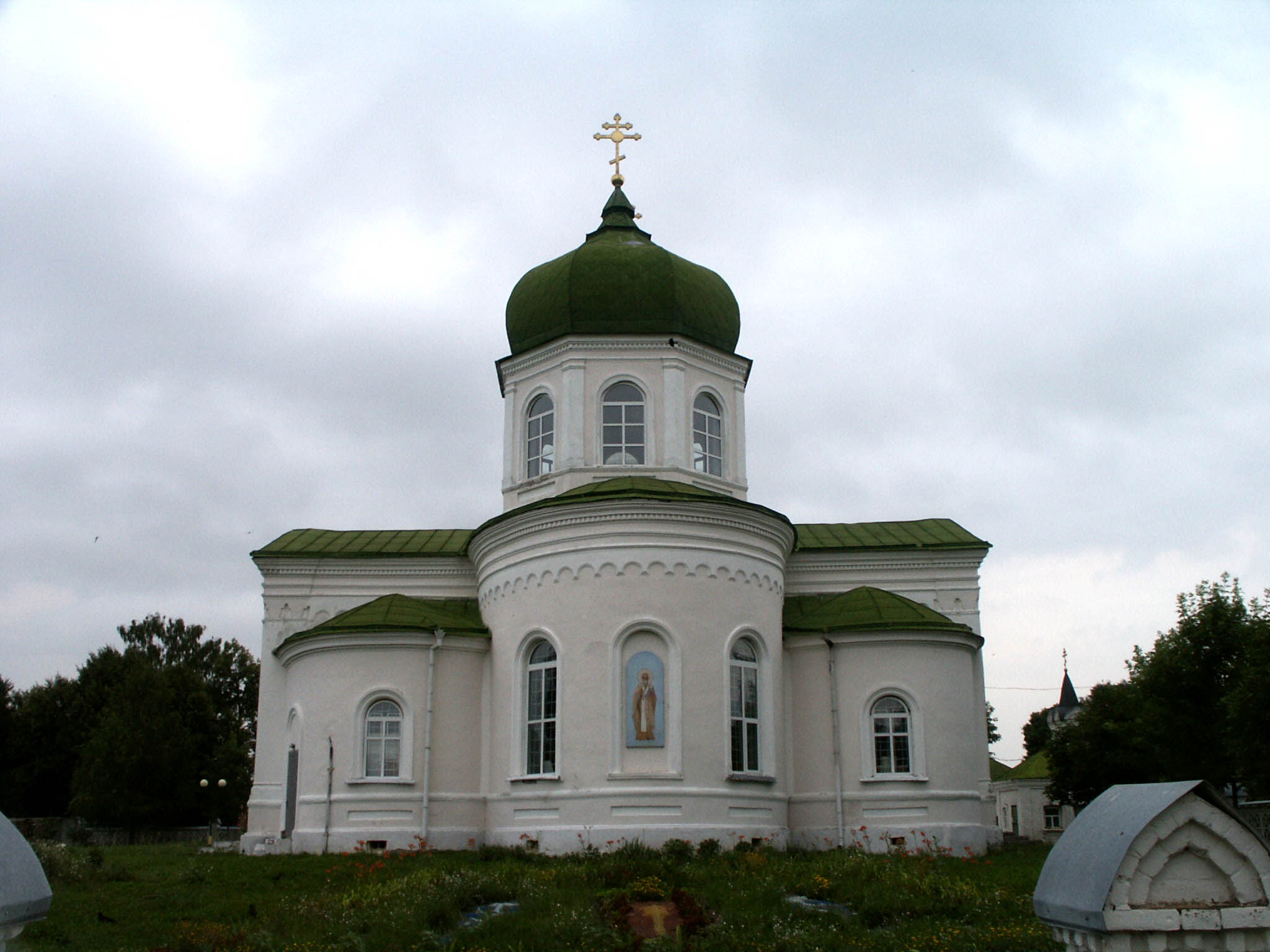
Catedral Ortodoxa Alexander Nevsky foi construída no século XIX sobre as fundações da antiga catedral católica.

Miecislau (pronúncia: [msʲtsʲi.'sɫau̯]; bielorrusso: Мсці́слаў, Mścisłaŭ ouçaⓘ; russo: Мстиславль, Mstislavl; polonês: Mścisław) é uma cidade na voblast de Mahilou, no leste da Bielorrússia. Em 2004, sua população era de 11 700 habitantes.
Miecislau foi pela primeira vez mencionada na Crônica Ipatiev de 1156. Fez inicialmente parte do Principado de Smolensk, mas em 1180 tornou-se a capital do Principado de Miecislau. Na Idade Média, ela foi sede da família dos Príncipes Mstislavsky. Acredita-se que Pyotr Mstislavets tenha nascido em Miecislau.
A cidade fez parte da República das Duas Nações na voivodia de Miecislau até as partições da Polônia em 1772. Atualmente ela é centro de um distrito na Bielorrússia.
Entre seus prédios de interesse histórico estão a igreja dos Carmelitas (1637, restaurada em 1746–50) e a catedral dos jesuítas (1640, restaurada em 1730–38 e transformada em catedral ortodoxa em 1842).